# Tönnhausen
Tönnhausen ist ein Ortsteil von Winsen (Luhe) im Landkreis Harburg in Niedersachsen. Der Ort hatte am 31. Dezember 2017 insgesamt 731 Einwohner. Ortsvorsteher ist seit dem 1. Januar 2016 der CDU-Politiker Wolfgang Rieckmann.

## Lage

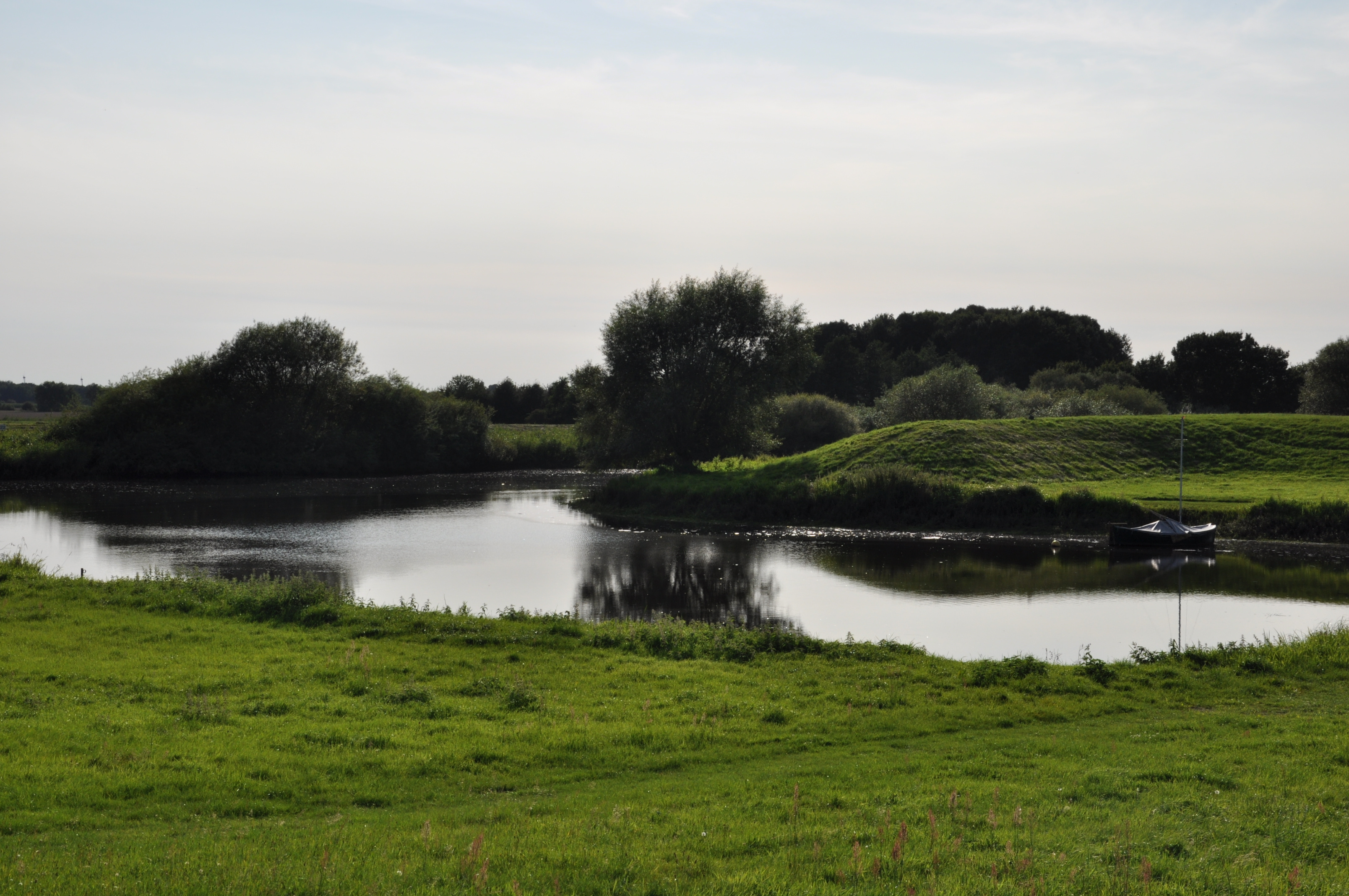
Tönnhäuser Hafen

Der Ort liegt in der Elbmarsch zwischen Alter Au und dem Ilmenau-Kanal. Südwestlich befindet sich die Kreisstadt Winsen, westlich Laßrönne und Nettelberg, nördlich Drage, östlich Hunden und Mover und südlich Sangenstedt und Borstel. In Tönnhausen sind eine Vielzahl von Bracks zu finden. Historisch gehört Tönnhausen zu den Dörfern der Binnenmarsch.

## Geschichte

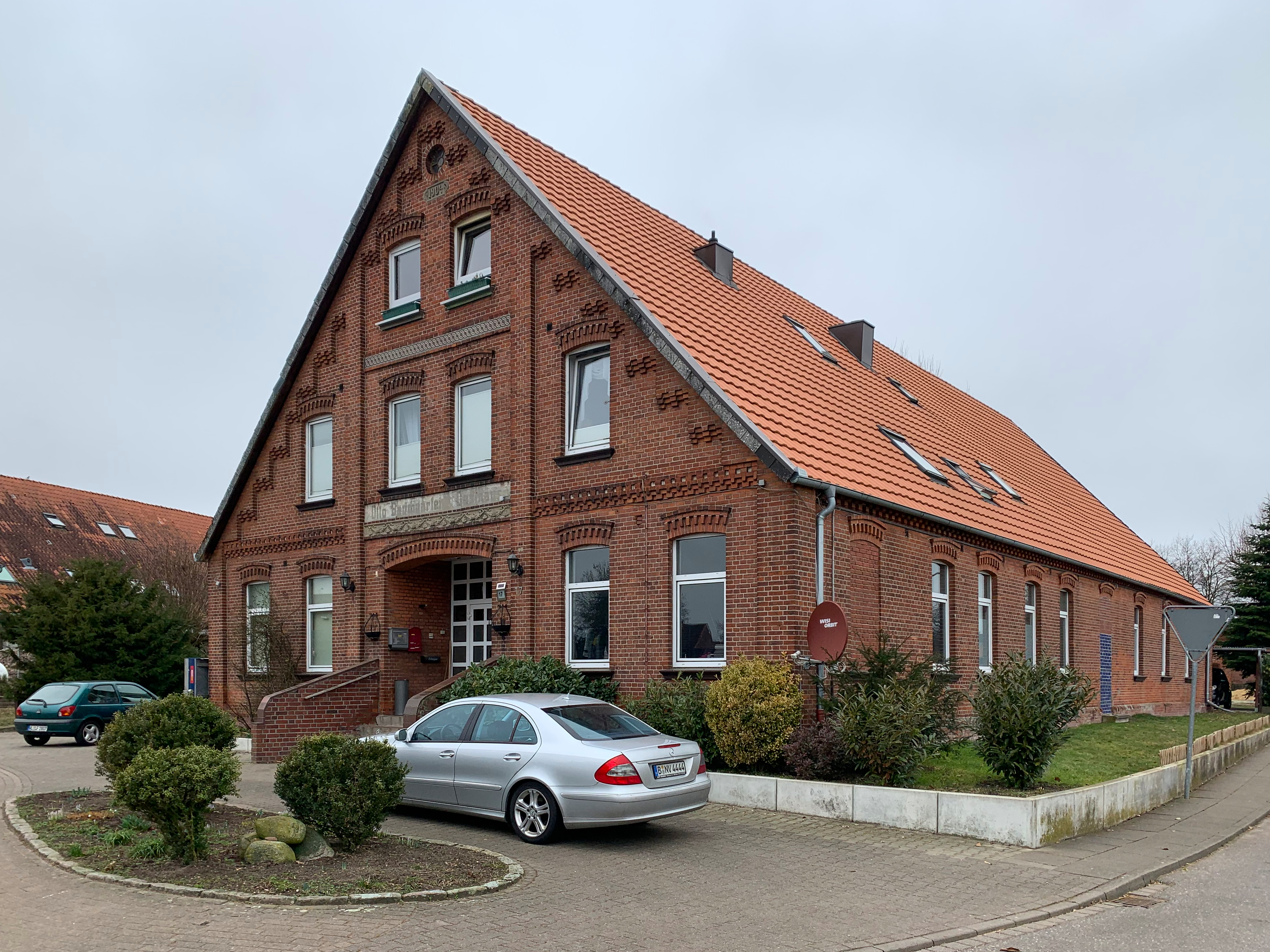
Denkmalgeschütztes Bauernhaus und ehemaliges Gasthaus heute als Mietshaus genutzt

Tönnhausen wurde 1412 erstmals urkundlich erwähnt. Bis 1888 verlief die Ilmenau östlich von Tönnhausen. Vom Elb- und Ilmenauhochwasser war es kaum geschützt, weshalb Häuser auf Warften erbaut wurden. Im Rahmen der Melioration der Ilmenau-Niederung wurde der Ilmenaukanal zwischen Wittorf und Laßrönne gebaut, der Tönnhausen südlich tangiert. Dabei wurde auch der Tönnhäuser Hafen angelegt. Auf beiden Seiten des Kanals wurden neue Deiche errichtet. Durch die Abdammung des alten Laufs bei Fahrenholz hat die heutige Alte Ilmenau eher die Gestalt eines Grabens und wird ebenso wie alle anderen Gräben um Tönnhausen über das Schöpfwerk bei Laßrönne reguliert. Zur Verbindung nach Winsen wurde bei Nettelberg zunächst eine hölzerne Klappbrücke errichtet.
Im Jahre 1912 wurde die Bahnstrecke Winsen–Niedermarschacht eröffnet, für die die Nettelberger Brücke durch eine kombinierte Straßen- und Bahnbrücke ersetzt wurde. Erst 1968 wurde eine parallele Straßenbrücke erbaut. Die Bahnstrecke verläuft ab Tönnhausen bis Oldershausen parallel zum Deich des Ilmenaukanals. Auch Tönnhausen erhielt einen Bahnhof am Hafen.
Am 1. Juli 1972 wurde Tönnhausen in die Kreisstadt Winsen (Luhe) eingegliedert.

## Kultur
Als örtlichen Verein gibt es die Faslamsbrüder Tönnhausen, die jährlich am Wochenende nach Rosenmontag Faslam feiern.
Seit 2015 findet das Tönnhafen-Festival, ein Musikfestival und Dorffest am Tönnhäuser Hafen, statt.

## Verkehr
Der öffentlichen Personennahverkehr wird durch die Linie 4404 der KVG Stade im HVV sichergestellt. Auf der Bahnstrecke Winsen–Niedermarschacht findet heute ausschließlich Güterverkehr statt.

## Sonstiges
- Im Dorf gibt es einen Kindergarten, Träger ist das Deutsche Rote Kreuz.
- Die Freiwillige Feuerwehr von Tönnhausen wurde 1878 gegründet und ist derzeit mit einem TSF-W ausgerüstet.